# Кадлуб (Опольське воєводство)
Кадлуб (пол. Kadłub, нім. Kadlub, 1936-45: Starenheim) — село в Польщі, у гміні Стшельці-Опольські Стшелецького повіту Опольського воєводства.
Населення — 1523 особи (2011).

## Демографія
Демографічна структура станом на 31 березня 2011 року:
|          | Загалом | Допрацездатний вік | Працездатний вік | Постпрацездатний вік |
| -------- | ------- | ------------------ | ---------------- | -------------------- |
| Чоловіки | 800     | 149                | 587              | 64                   |
| Жінки    | 723     | 120                | 467              | 136                  |
| Разом    | 1523    | 269                | 1054             | 200                  |